# Kuštanovci
Kuštanovci (mađarski: Gesztenyés, prekomurski: Küštanovci) je naselje u slovenskoj Općini Puconcima. Kuštanovci se nalazi u pokrajini Prekomurju i statističkoj regiji Pomurju. 

## Stanovništvo
Prema popisu stanovništva iz 2002. godine naselje je imalo 194 stanovnika.